# Gizmodrome
Gizmodrome ist eine Supergroup, die 2017 in Italien vom ehemaligen Police-Schlagzeuger Stewart Copeland zusammengebracht wurde. Weitere Mitglieder sind Level-42-Bassist Mark King, King-Crimson-Gitarrist Adrian Belew und der italienische Keyboarder und Multiinstrumentalist Vittorio Cosma. Stilistisch bietet die Band eine facettenreiche Mischung aus Artrock und Pop.

## Bandgeschichte
Die Gruppe wurde gegründet, um Songmaterial zu realisieren, das Copeland und Cosma seit ihrem gemeinsamen Engagement bei La Notte della Taranta im Jahr 2003 erarbeitet hatten. Mit dem Produzenten Claudio Dentes spielte die Formation in dessen Mailänder Studio während einer zweiwöchigen Aufnahmesession das Album Gizmodrome ein, das am 15. September 2017 bei dem zur Edel SE gehörenden Label Ear Music veröffentlicht wurde. Am selben Tag erschien auch die auf 1000 Exemplare limitierte EP Riff Tricks: The Instrumentals Vol. 1, die  ausschließlich über die Website der Band vertrieben wird.
In den Heatseekers Charts des Billboard-Magazins erreichte das Debütalbum im Oktober 2017 Platz 13.

## Diskografie
- 2017: Gizmodrome (Album; Ear Music 0212193, VÖ: 15. September)
- 2017: Riff Tricks: The Instrumentals Vol. 1 (limitierte EP; Ear Music 0212450; VÖ: 15. September)